# Oecetis ornata
Oecetis ornata là một loài Trichoptera trong họ Leptoceridae. Chúng phân bố ở miền Australasia.